# Бун (округ, Небраска)
Бун (англ. Boone County) — округ в штате Небраска, США. Столица и крупнейший город — Албион. По данным переписи за 2010 год число жителей округа составляло 5505 человек. В системе автомобильных номеров Небраски округ Бун имеет префикс 23. Округ был создан в 1871 году.

## География
По данным Бюро переписи населения США округ Бун имеет общую площадь в 1779 квадратных километра, из которых 1777 кв. километра занимает земля и 2 кв. километра — вода. Площадь водных ресурсов округа составляет 0,1 % от всей его площади.

### Соседние округа

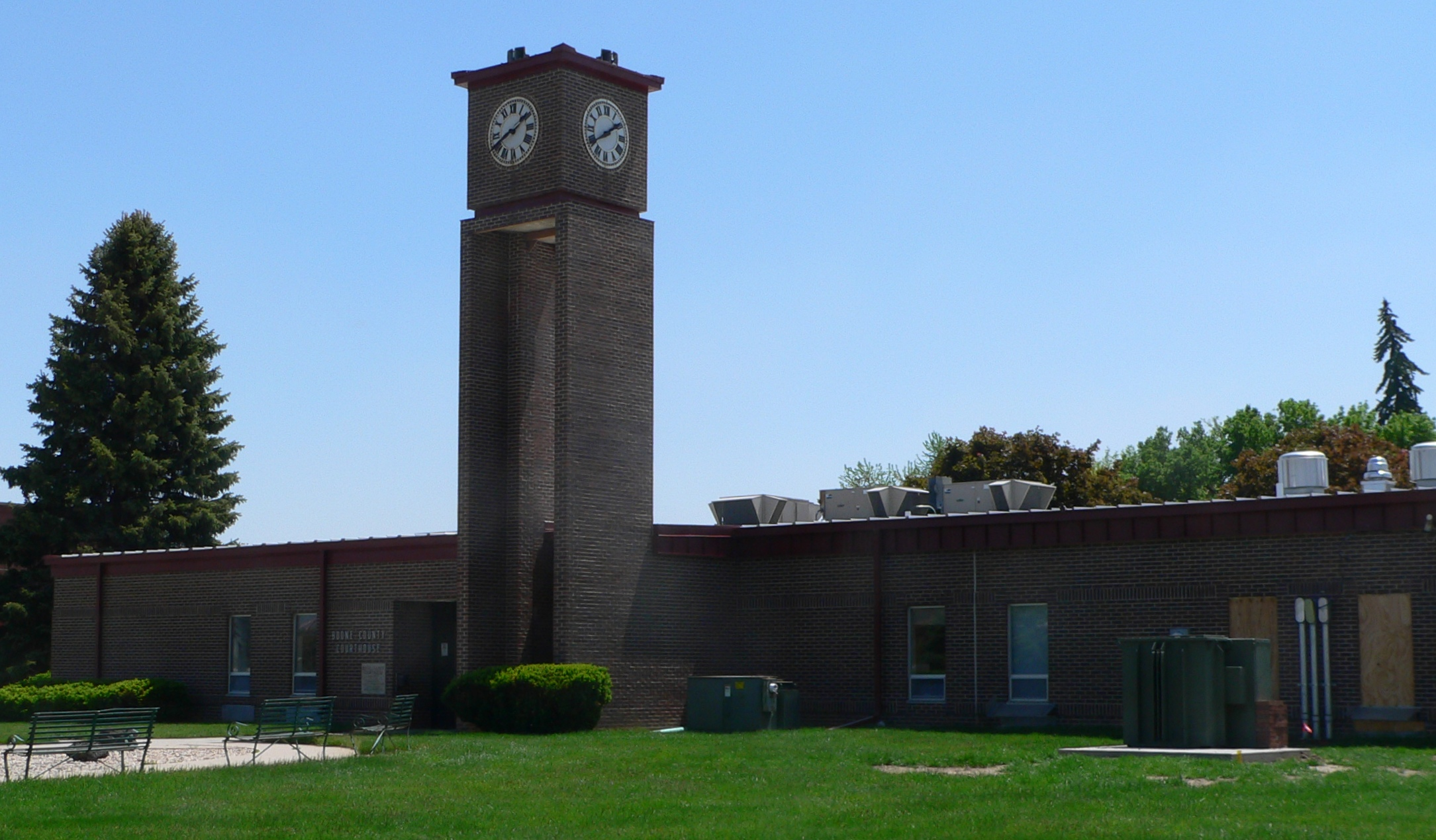
Здание окружного суда Буна

- Мадисон — север-восток
- Платт — юго-восток
- Нанс — юг
- Грили — юго-запад
- Уилер — северо-запад
- Антелоп — север

### Транспорт
Через округ проходят:
- Дорога 14 штата Небраска[англ.].
- Дорога 32 штата Небраска[англ.].
- Дорога 39 штата Небраска[англ.].
- Дорога 45 штата Небраска[англ.].
- Дорога 52 штата Небраска[англ.].
- Дорога 56 штата Небраска[англ.].
- Дорога 91 штата Небраска[англ.].

## Население
В 2010 году на территории округа проживало 5505 человек (из них 49,9 % мужчин и 50,1 % женщин), насчитывалось 2336 домашних хозяйства и 1541 семьи. Расовый состав: белые — 98,5 %, афроамериканцы — 0,4 %, коренные американцы — 0,2 %, азиаты — 0,2 и представители двух и более рас — 0,3 %. Согласно переписи 2015 года в округе проживали 5373 человек, из них 57,1 % имели немецкое происхождение, 5,2 % — норвежское, 6,9 % — польское, 22,6 % — ирландское, 5,8 % — английское, 4,8 % — шведское.
Население округа по возрастному диапазону по данным переписи 2010 года распределилось следующим образом: 23,7 % — жители младше 18 лет, 2,8 % — между 18 и 21 годами, 52,4 % — от 21 до 65 лет и 21,1 % — в возрасте 65 лет и старше. Средний возраст населения — 45,5 лет. На каждые 100 женщин в Буне приходилось 99,7 мужчин, при этом на 100 совершеннолетних женщин приходилось уже 99,5 мужчин сопоставимого возраста.
Из 2336 домашних хозяйств 66,0 % представляли собой семьи: 56,6 % совместно проживающих супружеских пар (20,8 % с детьми младше 18 лет); 5,3 % — женщины, проживающие без мужей и 4,1 % — мужчины, проживающие без жён. 34,0 % не имели семьи. В среднем домашнее хозяйство ведут 2,32 человека, а средний размер семьи — 2,90 человека. В одиночестве проживали 31,2 % населения, 17,0 % составляли одинокие пожилые люди (старше 65 лет).

### Населённые пункты
Города: Албион, Сент-Эдуард
Деревни: Сидар-Рапидс, Питерсберг, Примроз
Статистически обособленные местности: Лоретто, Ревилл

## Экономика
В 2015 году из 4282 трудоспособных жителей старше 16 лет имели работу 2777 человек. При этом мужчины имели медианный доход в 43 900 долларов США в год против 27 257 долларов среднегодового дохода у женщин. В 2014 году медианный доход на семью оценивался в 63 569 $, на домашнее хозяйство — в 50 306 $. Доход на душу населения — 27 799 $. 6,8 % от всего числа семей в Буне и 10,1 % от всей численности населения находилось на момент переписи за чертой бедности.